# Corey Hawkins
Corey Antonio Hawkins (Washington D. C., 22 de octubre de 1988) es un actor estadounidense, conocido por su papel en la serie de televisión The Walking Dead y 24: Legacy, así como su representación del Dr. Dre en la película de 2015 Straight Outta Compton.

## Biografía
Hawkins nació en Washington D. C., donde fue criado por su madre, una agente de policía. Asistió a la Duke Ellington Arts School y se graduó de la Juilliard School en Nueva York, miembro del Grupo 40 de la Drama Division.  Mientras estudiaba en Juilliard, Hawkins recibió el prestigioso Premio John Houseman por excelencia en el teatro clásico. Al graduarse, comenzó a hacer carrera tanto en el Off-Broadway como en televisión. Hawkins ganó un breve papel en el Iron Man 3 de Marvel Studios y pasó a protagonizar junto a Liam Neeson y Julianne Moore el thriller de acción de Universal Pictures Non-Stop.
En 2013, Hawkins debutó en Broadway interpretando a Teobaldo en el Romeo y Julieta; y en 2015 The Hollywood Reporter anunció que se uniría al elenco de The Walking Dead de AMC como Heath, un personaje clave del cómic de Robert Kirkman. También interpretó al Dr. Dre en el filme biográfico Straight Outta Compton, de Universal Pictures, que se estrenó en cines el 14 de agosto de 2015.
En 2017, Hawkins comenzó a tomar el papel de protagonista masculino en el 24 reinicio 24: Legacy de Fox; y ese mismo año coprotagonizó en la película Kong: La Isla Calavera, junto a Brie Larson, Samuel L. Jackson y Tom Hiddleston.

## Filmografía
| Año  | Título                         | Papel           |
| ---- | ------------------------------ | --------------- |
| 2011 | Digital Antiquities            | Kai             |
| 2012 | Allegiance                     | Willie          |
| 2013 | Iron Man 3                     | Navy Op         |
| 2014 | Non-Stop                       | Travis Mitchell |
| 2015 | Straight Outta Compton         | Dr. Dre         |
| 2017 | Kong: La Isla Calavera         | Houston Brooks  |
| 2018 | Infiltrado en el KKK           | Kwame Ture      |
| 2019 | 6 Underground                  | Seven / Blaine  |
| 2021 | In the Heights                 | Benny           |
| 2023 | The Last Voyage of the Demeter | Clemens         |
| 2023 | El color púrpura               | Harpo Johnson   |
|      | La lección de piano            | Avery Brown     |

## Televisión
| Año       | Título           | Papel       | Notas                                                                    |
| --------- | ---------------- | ----------- | ------------------------------------------------------------------------ |
| 2011      | Royal Pains      | Busboy      | Cortometraje                                                             |
| 2013      | Golden Boy       | Evander     |                                                                          |
| 2015-2016 | The Walking Dead | Heath       | Recurrente (Temporada 6, 4 episodios) Invitado (Temporada 7, 1 episodio) |
| 2017      | 24: Legacy       | Eric Carter | Rol Principal                                                            |

## Teatro
| Año  | Título           | Rol      |
| ---- | ---------------- | -------- |
| 2011 | Hurt Village     | Buggy    |
| 2011 | Suicide Inc      | Perry    |
| 2013 | Romeo and Juliet | Teobaldo |

## Nominaciones
| Año  | Trabajo                | Premio                                     | Resultado |
| ---- | ---------------------- | ------------------------------------------ | --------- |
| 2015 | Staight Outta Compton  | Hollywood Breakout Ensemble Award          | Ganador   |
| 2016 | Straight Outta Compton | Black Reel Award for Best Supporting Actor | Nominado  |